# VV Eendracht Brugge
VV Eendracht Brugge is een Belgische voetbalclub uit Brugge. De club is aangesloten bij de KBVB met stamnummer 8273 en heeft blauw en wit als kleuren. De club speelt in deelgemeente Sint-Andries. 
De leiding is in handen van voorzitter Franky De Cuyper en zijn echtgenote die de kantine uitbaat. Na extrasportieve tegenslagen, viel Eendracht Brugge in 2 jaar terug van 2e provinciale naar 4e provinciale. Vanaf het seizoen 2016-2017 was Eendracht Brugge telkens terug te vinden in de onderste regionen. Eendracht Brugge ging een nieuw tijdperk tegemoet vanaf het seizoen 2018-2019. Trainer Nicolas Van Haverbeke werd aangesteld om Eendracht Brugge terug naar derde provinciale te loodsen. Om dit te bewerkstelligen werd het geweer van schouder veranderd en trok Eendracht Brugge beloftevolle studenten aan. Deze studenten genoten hun jeugdopleiding in hogere reeksen, maar waren genoodzaakt hun voetbalcarrière te onderbreken voor hun studies in Gent en Leuven. Eendracht Brugge was bereid toegevingen te doen in ruil voor hun diensten. Deze aanpak blijkt ook z'n vruchten af te werpen aangezien T1 Nicolas Van Haverbeke erin slaagde de ploeg 2 jaar op rij naar een plek in de middenmoot te loodsen. In het verloren covid-19 jaar eindigde de ploeg op de vijfde plaats, maar door een gebrek aan gespeelde wedstrijden besloot de Belgische voetbalbond dat er geen ploegen zouden deelnemen aan de eindronde. Het huidige seizoen zet Eendracht Brugge nog een stapje voorwaarts en is het nog altijd in de running om promotie af te dwingen.

## Geschiedenis
Eendracht Brugge werd opgericht in 1975 en sloot zich aan bij de Belgische Voetbalbond. De club ging er in de provinciale reeksen spelen.
De club speelde er de volgende jaren met wisselend succes. In 1996 degradeerde de club van Derde Provinciale naar Vierde Provinciale, het allerlaagste niveau. Rond de eeuwwisseling kende Eendracht Brugge een korte opgang. In 1999 keerde men terug in Derde Provinciale en in 2001 promoveerde de club naar de Tweede Provinciale. In 2003 volgde degradatie. In 2011 promoveerde Eendracht Brugge opnieuw naar de Tweede Provinciale. Tot op heden speelt de vereniging in vierde provinciale na sportieve en extrasportieve tegenslagen tussen de periode van 2014-2017.

## Resultaten
| Seizoen | Klasse | Klasse | Klasse | Klasse | Klasse | Klasse | Klasse | Klasse | Reeks                | Opmerkingen                        |
|         | I      | II     | III    | IV     | P.I    | P.II   | P.III  | P.IV   |                      |                                    |
| ------- | ------ | ------ | ------ | ------ | ------ | ------ | ------ | ------ | -------------------- | ---------------------------------- |
| 2004/05 |        |        |        |        |        |        | 6      |        | Derde Prov. W-Vl     |                                    |
| 2005/06 |        |        |        |        |        |        | 9      |        | Derde Prov. W-Vl     |                                    |
| 2006/07 |        |        |        |        |        |        | 6      |        | Derde Prov. W-Vl     |                                    |
| 2007/08 |        |        |        |        |        |        | 7      |        | Derde Prov. W-Vl     |                                    |
| 2008/09 |        |        |        |        |        |        | 2      |        | Derde Prov. W-Vl     | Verlies in eindronde voor promotie |
| 2009/10 |        |        |        |        |        |        | 7      |        | Derde Prov. W-Vl     |                                    |
| 2010/11 |        |        |        |        |        |        | 2      |        | Derde Prov. W-Vl     | Winst in eindronde voor promotie   |
| 2011/12 |        |        |        |        |        | 11     |        |        | Tweede Prov. W-Vl    |                                    |
| 2012/13 |        |        |        |        |        | 12     |        |        | Tweede Prov. W-Vl    |                                    |
| 2013/14 |        |        |        |        |        | 8      |        |        | Tweede Prov. W-Vl    |                                    |
| 2014/15 |        |        |        |        |        | 16     |        |        | Tweede Prov. W-Vl    | Degradatie naar Derde Provinciale  |
| 2015/16 |        |        |        |        |        |        | 16     |        | Derde Prov. W-Vl     | Degradatie naar Vierde Provinciale |
| 2016/17 |        |        |        |        |        |        |        | 16     | Vierde Prov. W-Vl.B  |                                    |
| 2017/18 |        |        |        |        |        |        |        | 15     | Vierde Prov. W-Vl.B  |                                    |
| 2018/19 |        |        |        |        |        |        |        | 10     | Vierde Prov. W-Vl.B  |                                    |
| 2019/20 |        |        |        |        |        |        |        | 7      | Vierde Prov. W-Vl.B  |                                    |
| 2020/21 |        |        |        |        |        |        |        | -      | Vierde Prov. W-Vl.B  | Seizoen geschrapt wegens Covid-19  |
| 2021/22 |        |        |        |        |        |        |        | 2      | Vierde Prov. W-Vl.B  |                                    |
| 2022/23 |        |        |        |        |        |        | 15     |        | Derde Prov. W-Vl. A  | Degradatie naar Vierde Provinciale |
| 2023/24 |        |        |        |        |        |        |        | 12     | Vierde Prov. W-Vl. B |                                    |
| 2024/25 |        |        |        |        |        |        |        | 9      | Vierde Prov. W-Vl. D |                                    |
| 2025/26 |        |        |        |        |        |        |        |        | Vierde Prov. W-Vl. C |                                    |